# Nemessány
Nemessány (szlovákul: Nemešany) község Szlovákiában, az Eperjesi kerület Lőcsei járásában.

## Fekvése
Lőcsétől 7 km-re délkeletre, a Lőcsei-hegység és a Hernád-medence találkozásánál fekszik.

## Története
Területén már a 9. században korai szláv erősség állt.
Egy 1249-es oklevél a község helyén egy „Salasan” nevű falut említ. Nemesi udvarház és kora gótikus templom is állt itt.  A 13. században a szepesi káptalan birtoka volt. 1274-ben „Zaluzan”, 1283-ban „Chakan” néven említik. A 15.-16. században pusztult el.
A mai falu csak a 16. században keletkezett, első írásos említése 1570-ben „Nemessan” néven történt. 1594-ben „Nemesan”, „Namessan” neveken is megtaláljuk. 1598-ban 11 ház állt a községben. 1639-ben „Namessany” néven szerepel a dokumentumokban. Több nemesi család birtoka volt, melyek közül a Réthy és Nemessány családok említésre méltóak. 1787-ben az első népszámlálás 26 házat és 175 lakost talált itt. A község pecsétje 1788-ban készült, Nepomuki Szent Jánost ábrázolja.
A 18. század végén Vályi András így ír róla: „NEMESÁN. Tót falu Szepes Várm. földes Urai a’ Szepesi Káptalan, és több Uraságok, lakosai katolikusok, fekszik Szepes Várallyához nem meszsze, és annak filiája legelője nem elég, fája van más erdőkből, határja termékeny, piatzozása Lőcsén, és Szepes Várallyán.”
1828-ban 29 háza és 211 lakosa volt. Lakói földművesek voltak.
Fényes Elek 1851-ben kiadott geográfiai szótárában így ír a faluról: „Nemesány, tót falu, Szepes vmegyében, Szepes fil., 211 kath. lak. F. u. a Nemesányi nemzetség. Ut. p. Lőcse.”
A trianoni diktátum előtt Szepes vármegye Lőcsei járásához tartozott.

## Népessége
| Év:            | 1994. | 2004.   | 2014.    | 2024.    |
| -------------- | ----- | ------- | -------- | -------- |
| Emberek száma: | 330   | 354     | 413      | 504      |
| Eltérés:       |       | +7,27 % | +16,66 % | +22,03 % |

| Év:            | 2023. | 2024.   |
| -------------- | ----- | ------- |
| Emberek száma: | 476   | 504     |
| Eltérés:       |       | +5,88 % |

1910-ben 204, túlnyomórészt szlovák lakosa volt.
2001-ben 356 lakosából 354 szlovák volt.
2011-ben 395 lakosából 382 szlovák.

## Nevezetességei
Nepomuki Szent János tiszteletére szentelt római katolikus temploma 1746-ban épült barokk stílusban. Ezt 1878-ban neoklasszicista stílusban építették át. A szepesi káptalan filiája volt.